# Аганіно (Центральне сільське поселення)
Аганіно — село в Бабаєвському районі Вологодської області. 
Входить до складу Центрального сільського поселення (з 1 січня 2006 року по 13 квітня 2009 року входило у Верхнє сільське поселення) , з точки зору адміністративно-територіального поділу — у Верхній сільраді. 
Розташоване на лівому березі річки Колошма. Відстань до районного центру Бабаєво по автодорозі — 109  км, до центру муніципального утворення села Киїно по прямій — 12 км. Найближчі населені пункти — Аксентьївська, Верхній Конець, Керчаково, Маяк-Горка. 
За переписом 2002 року населення — 13 осіб. 